# Никитин, Владимир Алексеевич (военачальник)
Владимир Алексеевич Никитин (22 апреля 1940, село Топучая, Шебалинский аймак, Ойротская автономная область, Алтайский край, РСФСР, ныне в составе Республики Алтай — 6 ноября 2020, Москва) – советский и российский военачальник, генерал-полковник (10.06.1994). Доктор технических наук (1998). Профессор (2000).

## Биография
Из семьи крестьянина и учительницы сельской школы. Отец в 1941 году был призван в Красную Армию и погиб на фронте Великой Отечественной войны.
В Вооружённых Силах СССР с октября 1957 года. Окончил Саратовское артиллерийское техническое училище имени А. И. Лизюкова в 1960 году. После окончания военного училища служил на технических должностях в Ракетных войсках стратегического назначения, в ракетном полку 19-й ракетной дивизии (Хмельницкий). В июне 1963 года уволен в запас, работал инженером военного представительства на оборонном заводе в Барнауле. В сентябре 1966 года вторично призван на военную службу, служил в технической ракетной базе 38-й ракетной дивизии (г. Державинск, Тургайская область, Казахская ССР): старший инженер расчёта, начальник расчёта, начальник отделения. В 1967 году заочно окончил Новосибирский электротехнический институт, а позднее — Военный институт иностранных языков.
С октября 1971 года служил в управлении 31-й ракетной армии (Оренбург): инженер, старший инженер отдела эксплуатации и ремонта ракетного вооружения. С февраля 1976 по ноябрь 1985 года — заместитель начальника, начальник отдела Главного управления эксплуатации ракетного вооружения РВСН.
Окончил Военную академию имени Ф.Э. Дзержинского в 1981 года (заочно). С ноября 1985 года — заместитель командующего 50-й ракетной армией по вооружению (Смоленск). В октябре 1990 года назначен начальником управления, затем — первым заместителем начальника Главного управления эксплуатации ракетного вооружения РВСН.
С сентября 1992 года — начальник Главного управления эксплуатации ракетного вооружения — заместитель главнокомандующего Ракетными войсками стратегического назначения по вооружению (с августа 1993 года должность именовалась: заместитель главнокомандующего РВСН по вооружению — начальник вооружения). В 1993 году руководил операцией по демонтажу и вывозу ракетного вооружения из Казахстана в Россию, а в 1994 году – из Беларуси. В 90-е годы на посту председателя Государственной комиссии сыграл большую роль в проведении лётных испытаний стратегического ракетного комплекса нового поколения «Тополь-М» (принят на вооружение в 1998 году). Член Военного совета РВСН с 06.02.1993 по 30.05.2000 г. С июня 2001 года — в запасе.
Жил в Москве. Работал заместителем генерального директора ОАО «Корпорация «Рособщемаш». Академик Академии военных наук Российской Федерации.
Скончался 6 ноября 2020 года. Похоронен на Федеральном военном мемориальном кладбище.

## Награды
- орден «За заслуги перед Отечеством» IV степени (1999)
- орден «За военные заслуги» (1996)
- орден Октябрьской Революции (1983)
- орден Трудового Красного Знамени (1976)
- медаль «За боевые заслуги»
- медали
- заслуженный специалист Вооружённых Сил СССР (1990)
- Премия Правительства Российской Федерации в области науки и техники

общественные награды
- Заслуженный создатель космической техники
- Заслуженный испытатель космодрома Байконур